# Мельников, Василий Иванович (1865)
Васи́лий Ива́нович Ме́льников (1865 — после 1917) — земский деятель, член IV Государственной думы от Волынской губернии.

## Биография
Личный почетный гражданин. Крупный землевладелец Дубенского и Кременецкого уездов (около 2200 десятин).
По окончании учительской семинарии некоторое время служил учителем. Затем посвятил себя сельскому хозяйству и общественной деятельности.
До введения на Волыни выборного земства два трехлетия состоял гласным, по назначению министра внутренних дел, Дубенского уездного и Волынского губернского земских комитетов. Губернским земским комитетом был избран членом губернской землеустроительной комиссии от землевладельцев и председателем губернской училищной комиссии. Затем избирался гласным уездного земства и членом уездного епархиального училищного совета.
Главным образом занимался школьным делом. Благодаря его стараниям, многим училищам были увеличены субсидии, выданы стипендии, при нём же началось введение на Волыни всеобщего обучения. Состоял почетным попечителем Дубенской мужской гимназии по избранию города Дубны.
В 1908 году исходатайствовал у губернского земского комитета 21000 рублей на восстановление древней Васильевской церкви в городе Овруче, а через три года, благодаря его настояниям, губернское земство ассигновало ещё 5000 рублей на колокола и золочение куполов. Дважды избирался представителем губернского земства на всероссийские съезды: в феврале 1910 года в Санкт-Петербурге по кустарной промышленности и в августе 1911 года в Москве по народному образованию.
В 1912 году был избран членом Государственной думы от Волынской губернии. Входил во фракцию правых. Был товарищем секретаря 11-го отдела Думы. Состоял секретарем комиссии по рыболовству, а также членом комиссий: по Наказу, финансовой, по народному образованию, по местному самоуправлению и продовольственной.
После Февральской революции был арестован в Житомире за «погромную агитацию». Дальнейшая судьба неизвестна.